# Sesleria taygetea
Sesleria taygetea är en gräsart som beskrevs av August von Hayek. Sesleria taygetea ingår i släktet älväxingar, och familjen gräs. Inga underarter finns listade i Catalogue of Life.